# Olympische Jugend-Sommerspiele 2018/Wasserspringen
Bei den Olympischen Jugend-Sommerspielen 2018 in Buenos Aires wurden vom 13. bis zum 17. Oktober fünf Wettbewerbe im Wasserspringen ausgetragen.

## Ergebnisse

### Jungen

#### 3 m Kunstspringen
| Platz | Land               | Sportler          | Vorkampf | Vorkampf | Finale        | Finale        |
| Platz | Land               | Sportler          | Punkte   | Platz    | Punkte        | Punkte        |
| ----- | ------------------ | ----------------- | -------- | -------- | ------------- | ------------- |
| 1     | Kolumbien          | Daniel Restrepo   | 511,95   | 6        | 576,05        | 1             |
| 2     | Großbritannien     | Anthony Harding   | 534,95   | 2        | 559,50        | 2             |
| 3     | Russland           | Ruslan Ternowoi   | 486,65   | 9        | 551,20        | 3             |
| 4     | Australien         | Matthew Carter    | 525,45   | 3        | 543,25        | 4             |
| 5     | Mexiko             | Randal Willars    | 497,70   | 8        | 528,10        | 5             |
| 6     | Deutschland        | Lou Massenberg    | 512,20   | 5        | 515,40        | 6             |
| 7     | Italien            | Antonio Volpe     | 509,05   | 7        | 515,15        | 7             |
| 8     | Kanada             | Bryden Hattie     | 517,95   | 4        | 504,50        | 8             |
| 9     | Vereinigte Staaten | Jack Matthews     | 475,15   | 12       | 501,15        | 9             |
| 10    | China              | Lian Junjie       | 573,10   | 1        | 496,30        | 10            |
| 11    | Frankreich         | Jules Bouyer      | 483,40   | 10       | 487,80        | 11            |
| 12    | Niederlande        | Dylan Vork        | 477,35   | 11       | 457,75        | 12            |
| 13    | Spanien            | Adrián Abadía     | 463,10   | 13       | ausgeschieden | ausgeschieden |
| 14    | Rumänien           | Aurelian Dragomir | 386,00   | 14       | ausgeschieden | ausgeschieden |

#### 10 m Turmspringen
| Platz | Land               | Sportler          | Vorkampf | Vorkampf | Finale | Finale |
| Platz | Land               | Sportler          | Punkte   | Platz    | Punkte | Platz  |
| ----- | ------------------ | ----------------- | -------- | -------- | ------ | ------ |
| 1     | Mexiko             | Randal Willars    | 544,80   | 2        | 609,80 | 1      |
| 2     | China              | Lian Junjie       | 595,10   | 1        | 600,05 | 2      |
| 3     | Russland           | Ruslan Ternowoi   | 524,05   | 3        | 596,85 | 3      |
| 4     | Malaysia           | Jellson Jabillin  | 514,05   | 4        | 513,25 | 4      |
| 5     | Deutschland        | Lou Massenberg    | 453,75   | 8        | 493,80 | 5      |
| 6     | Ukraine            | Oleh Serbin       | 493,95   | 6        | 486,50 | 6      |
| 7     | Griechenland       | Nikolaos Molvalis | 445,30   | 9        | 460,95 | 7      |
| 8     | Italien            | Antonio Volpe     | 405,95   | 11       | 453,35 | 8      |
| 9     | Kanada             | Bryden Hattie     | 505,70   | 5        | 439,85 | 9      |
| 10    | Vereinigte Staaten | Jack Matthews     | 387,60   | 12       | 438,25 | 10     |
| 11    | Rumänien           | Aurelian Dragomir | 443,85   | 10       | 423,75 | 11     |
| 12    | Kolumbien          | Daniel Restrepo   | 454,95   | 7        | 370,85 | 12     |

### Mädchen

#### 3 m Kunstspringen
| Platz | Land               | Sportler          | Vorkampf | Vorkampf | Finale        | Finale        |
| Platz | Land               | Sportler          | Punkte   | Platz    | Punkte        | Platz         |
| ----- | ------------------ | ----------------- | -------- | -------- | ------------- | ------------- |
| 1     | China              | Lin Shan          | 506,80   | 1        | 505,50        | 1             |
| 2     | Russland           | Uljana Kljujewa   | 442,05   | 2        | 445,05        | 2             |
| 3     | Vereinigte Staaten | Bridget O’Neil    | 414,60   | 5        | 439,60        | 3             |
| 4     | Großbritannien     | Maria Papworth    | 369,85   | 12       | 428,95        | 4             |
| 5     | Mexiko             | Gabriela Agundes  | 408,20   | 6        | 427,70        | 5             |
| 6     | Malaysia           | Kimberly Bong     | 396,85   | 8        | 427,10        | 6             |
| 7     | Italien            | Chiara Pellacani  | 421,00   | 3        | 425,90        | 7             |
| 8     | Schweiz            | Michelle Heimberg | 389,40   | 10       | 417,90        | 8             |
| 9     | Kanada             | Mélodie Leclerc   | 406,45   | 7        | 400,90        | 9             |
| 10    | Spanien            | Valeria Antolino  | 393,95   | 9        | 400,80        | 10            |
| 11    | Ukraine            | Sofija Lyskun     | 416,75   | 4        | 398,75        | 11            |
| 12    | Deutschland        | Elena Wassen      | 370,80   | 11       | 391,40        | 12            |
| 13    | Norwegen           | Helle Tuxen       | 367,65   | 13       | ausgeschieden | ausgeschieden |
| 14    | Brasilien          | Anna dos Santos   | 353,45   | 14       | ausgeschieden | ausgeschieden |
| 15    | Australien         | Alysha Koloi      | 185,65   | 15       | ausgeschieden | ausgeschieden |

#### 10 m Turmspringen
| Platz | Land        | Sportler          | Vorkampf | Vorkampf | Finale | Finale |
| Platz | Land        | Sportler          | Punkte   | Platz    | Punkte | Platz  |
| ----- | ----------- | ----------------- | -------- | -------- | ------ | ------ |
| 1     | China       | Lin Shan          | 485,50   | 1        | 466,50 | 1      |
| 2     | Ukraine     | Sofija Lyskun     | 420,80   | 3        | 406,10 | 2      |
| 3     | Mexiko      | Gabriela Agundes  | 435,05   | 2        | 405,55 | 3      |
| 4     | Malaysia    | Kimberly Bong     | 371,50   | 4        | 385,40 | 4      |
| 5     | Irland      | Tanya Watson      | 357,00   | 6        | 362,45 | 5      |
| 6     | Deutschland | Elena Wassen      | 365,60   | 5        | 350,70 | 6      |
| 7     | Kanada      | Mélodie Leclerc   | 346,45   | 7        | 347,35 | 7      |
| 8     | Finnland    | Ronja Rundgren    | 336,85   | 8        | 329,80 | 8      |
| 9     | Norwegen    | Helle Tuxen       | 310,50   | 9        | 300,75 | 9      |
| 10    | Kasachstan  | Yelizaveta Borova | 260,45   | 11       | 271,45 | 10     |
| 11    | Brasilien   | Anna dos Santos   | 272,00   | 10       | 250,20 | 11     |

### Mixed

#### Mannschaftsspringen
| Platz | Sportler                          | Punkte |
| ----- | --------------------------------- | ------ |
| 1     | Lin Shan Daniel Restrepo          | 391,35 |
| 2     | Elena Wassen Lian Junjie          | 390,10 |
| 3     | Sofija Lyskun Ruslan Ternowoi     | 371,15 |
| 4     | Kimberly Bong Nikolaos Molvalis   | 347,10 |
| 5     | Maria Papworth Bryden Hattie      | 340,50 |
| 6     | Chiara Pellacani Oleh Serbin      | 333,40 |
| 7     | Mélodie Leclerc Jellson Jabillin  | 330,00 |
| 8     | Michelle Heimberg Lou Massenberg  | 328,50 |
| 9     | Uljana Kljujewa Aurelian Dragomir | 310,20 |
| 10    | Gabriela Agundes Antonio Volpe    | 309,00 |
| 11    | Helle Tuxen Randal Willars        | 301,10 |
| 12    | Ronja Rundgren Anthony Harding    | 299,10 |
| 13    | Bridget O’Neil Jack Matthews      | 263,70 |
| 14    | Anna dos Santos Dylan Vork        | 241,35 |

## Medaillenspiegel
|       | Medaillenspiegel     | Medaillenspiegel | Medaillenspiegel | Medaillenspiegel | Medaillenspiegel |
| Platz | Land                 | G                | S                | B                | Gesamt           |
| ----- | -------------------- | ---------------- | ---------------- | ---------------- | ---------------- |
| 1     | China                | 2                | 1                | –                | 3                |
| 2     | Gemischte Mannschaft | 1                | 1                | 1                | 3                |
| 3     | Mexiko               | 1                | –                | 1                | 2                |
| 4     | Kolumbien            | 1                | –                | –                | 1                |
| 5     | Russland             | –                | 1                | 2                | 3                |
| 6     | Ukraine              | –                | 1                | –                | 1                |
| 6     | Großbritannien       | –                | 1                | –                | 1                |
| 8     | Vereinigte Staaten   | –                | –                | 1                | 1                |
| Total | Total                | 5                | 5                | 5                | 15               |